# دولة بني غلبون
دولة بني غلبون أو الدولة الغلبونية هي سلالة عربية من اولاد سالم بن رافع من بني دباب السلمية القيسية حكموا في المنطقة الوسطى في ليبيا وكان مؤسس الدولة غلبون بن مرزوق الذي عمرَ البلاد وبناء فيها قصور ومن أبرزها قصر أحمد في مسراتة(مصراتة) الذي أسقر فيه غلبون بن مرزوق وكانت نهاية الدولة على يد حاكم جمهورية طرابلس الاولى علي بن عمار سنة 1389م   

## تاريخ
كان مركز حكمهم اول الأمر في بني وليد ومازالت قصورهم هناك وتعرف بي قصور بنو غلبون وظل الحال كذالك حتى صراعهم مع ال زيان(الحرب الزيانية الغلبونية) على الحكم وانتهى الصراع بي انقسام الاسرتين بأقسام البلاد بينهما فضم بنوا زيان سرت وترهونه وبني وليد واما بن غلبون كانت لهم مسراتة وزليتن والخمس وساحل الاحامد